# نینوفکا
نینوفکا (به لاتین: Ninovka) یک منطقهٔ مسکونی روستایی در روسیه است که در استان آستراخان واقع شده‌است.